# Olympische Sommerspiele 1896/Gewichtheben – Einarmig (Männer)
Das Einarmige Gewichtheben bei den Olympischen Spielen 1896 in Athen fand am 7. April im Panathinaiko-Stadion statt. 
Es gab bei diesem Wettkampf keine Gewichtsbeschränkung. Jeder Athlet hatte drei Versuche, nachdem jeder diese absolviert hatte, erhielten die drei Athleten mit den besten Resultat drei weitere Versuche. 
Es durfte nur eine Hand zum Heben der Gewichte benutzt werden, der Wettbewerb ist mit dem heutigen Reißen vergleichbar. 
Der Däne Viggo Jensen, der sich kurz zuvor bei seinem Olympiasieg im beidarmigen Wettkampf verletzte, konnte mit einem Gewicht von 57,0 kg den zweiten Rang belegen. Der Grieche Alexandros Nikolopoulos schaffte es ebenfalls 57,0 kg zu heben, jedoch hob er mit seinem anderen Arm nur 40,0 kg, sodass er den dritten Rang belegte. Der Brite Launceston Elliot siegte mit einem Gewicht von 71,0 kg überlegen. 

## Ergebnis
| Rang | Athlet                  | Nation         | Gewicht         | Anmerkung |
| ---- | ----------------------- | -------------- | --------------- | --------- |
| 1    | Launceston Elliot       | Großbritannien | 71,0 kg         | OR        |
| 2    | Viggo Jensen            | Dänemark       | 57,0 kg         |           |
| 3    | Alexandros Nikolopoulos | Griechenland   | 57,0 kg/40,0 kg |           |
| 4    | Sotirios Versis         | Griechenland   | 40,0 kg         |           |